# Nowy samochód Mike’a
Nowy samochód Mike’a (ang. Mike’s New Car) – krótkometrażowy film animowany z wytwórni Disney Pixar, w którym występują bohaterowie z filmu Potwory i spółka – Mike Wazowski i Sulley.

## Opis fabuły
Mike Wazowski kupił sobie nowy sześciokołowy samochód i zaprasza swojego najlepszego przyjaciela Sulleya na przejażdżkę. Po drodze czeka ich parę niespodzianek.

## Wersja polska
Reżyseria: Agnieszka Zwolińska

Dialogi polskie: Ewa Mart

Wystąpili:
- Wojciech Paszkowski – Mike
- Paweł Sanakiewicz – Sullivan

## Wyróżnienia
W 2003 roku film został nominowany do Oscara w kategorii „Najlepszy krótkometrażowy film animowany”.